# The Admirals
The Admirals ist ein deutsches DJ-Team. Ins Leben gerufen wurde es in Dresden von den beiden DJs und Musikproduzenten Tamás und Major sowie dem Gitarrenspieler Sascha Aust.

## Werdegang
Bekannt wurde das Projekt durch ihre Debütsingle Männer!, für die sie sich die Unterstützung der Sängerin Seraphina holten. Der mit Electro- und Housebeats unterlegte Track nimmt mit seinem Text in starkem Maß Bezug auf den gleichnamigen Hit von Herbert Grönemeyer aus dem Jahr 1984.
Nach der Präsentation auf dem Sampler der Musikshow The Dome stieg die Single Ende März 2007 in die deutschen Charts ein. In den Dance Charts erreichte die Single sogar Platz 1.
Weitere Titel waren Blaue Augen sowie Bass! Man, die ebenfalls 2007 auf der Second Step EP erschienen.